# Бібліотека імені Степана Васильченка для дітей
Бібліотека імені С. В. Васильченка для дітей Шевченківського району м.Києва.

## Адреса
04107 Київ вул. Половецька, 7/13 тлф 484-66-78

## Характеристика
Площа приміщення бібліотеки — 350м², книжковий фонд — 21,9 тис. примірників. Щорічно обслуговує 2,8 тис. користувачів, кількість відвідувань за рік — 25,0 тис., книговидач — 60,0 тис. примірників.

## Історія бібліотеки
Заснована бібліотека у 1976 році. Має ім'я українського письменника і педагога Степана Васильченка.
Тут Ви можете:
- здійснити захоплюючу подорож до країни Лімпопо;
- поборотись на літературній дуелі;
- взяти участь у підготовці свят, оформленні бібліотеки своїми малюнками та саморобками;
- побувати на дитячій виставі (англійською мовою).

У бібліотеці створена кімната українського побуту, де проходять уроки народознавства.